# Vedby församling
Vedby församling var en församling i Lunds stift och i Klippans kommun. Församlingen uppgick  2006 i Klippans församling.

## Administrativ historik
Församlingen har medeltida ursprung. 
Församlingen var till 2006 annexförsamling i pastoratet Gråmanstorp/Klippan och Vedby som från 1962 även omfattade Västra Sönnarslövs församling. Församlingen uppgick  2006 i Klippans församling.

## Kyrkobyggnader
- Vedby kyrka